# ミニヤー県
ミニヤー県（ミニヤーけん、アラビア語: محافظة المنيا、Minya Governorate）は、エジプトの県。県都はミニヤー。面積32,279km2、人口500万4421人(2014年)。面積ではエジプトの3.2%、人口ではエジプトの5.1%を占める。

## 概要
ミニヤー県には古代エジプト期より文明が栄えており、アマルナやヘルモポリスなどの都市が存在していた。現在では、コプトが多く住む地域として知られていて、コプト教徒をねらったイスラム過激派組織ISILによる襲撃事件が何度も起きている。
ミニヤー県ではナイル川沿いの肥沃な農地での農耕が盛んであり、サトウキビ、綿、大豆、ニンニク、タマネギ、トマト、ジャガイモ、スイカ、ブドウなどを産する。工業では食品工業や製糖業、綿紡績、香水、油脂、セメント、石灰岩の採掘およびレンガ工業などが盛んである。

## 発掘調査
同県のトゥーナ・エル・ゲベル地域でエジプト考古学チームが地下墓地内の複数の回廊にて、横たえられたミイラ計17体を発見した。これらのミイラは王家の人々のものではなく、エジプト当局者らは同地で民間人のミイラが見つかったのは今回が初めであり、発見は前代未聞だと評した。
2019年4月7日、米ケーブルテレビの番組であるディスカバリーチャンネルが、古代の高位聖職者のミイラが納められた石棺の開封の様子を2時間の特別番組で生放送した。ミニヤ―近郊で一続きになった複数の立て坑が発見され、この立て杭は地下道と複数の墓につながっていた。墓の中からは石棺やミイラ、副葬品類が見つかり、放送はここから行われた。

## 隣接する県
- ベニ・スエフ県
- 紅海県
- アシュート県
- ワーディー・ゲディード県
- ギーザ県